# Palmarès dell'Aston Villa Football Club
L'Aston Villa Football Club, noto semplicemente come Aston Villa, è una società calcistica inglese con sede nel quartiere di Aston della città di Birmingham. Milita in Premier League, la massima serie del campionato inglese di calcio.
L'Aston Villa è uno dei più antichi e vincenti club d'Inghilterra. È inoltre una delle cinque squadre inglesi ad essersi aggiudicato la Coppa dei Campioni/Champions League. È l’ottavo club inglese per successi calcistici (dopo Manchester United, Liverpool, Arsenal, Chelsea, Manchester City, Tottenham e Everton), avendo ottenuto 23 trofei principali, anche se la maggior parte di questi arrivarono prima della Seconda guerra mondiale. È la seconda squadra per numero di stagioni in First Division/Premier League, dietro all'Everton e davanti al Liverpool.

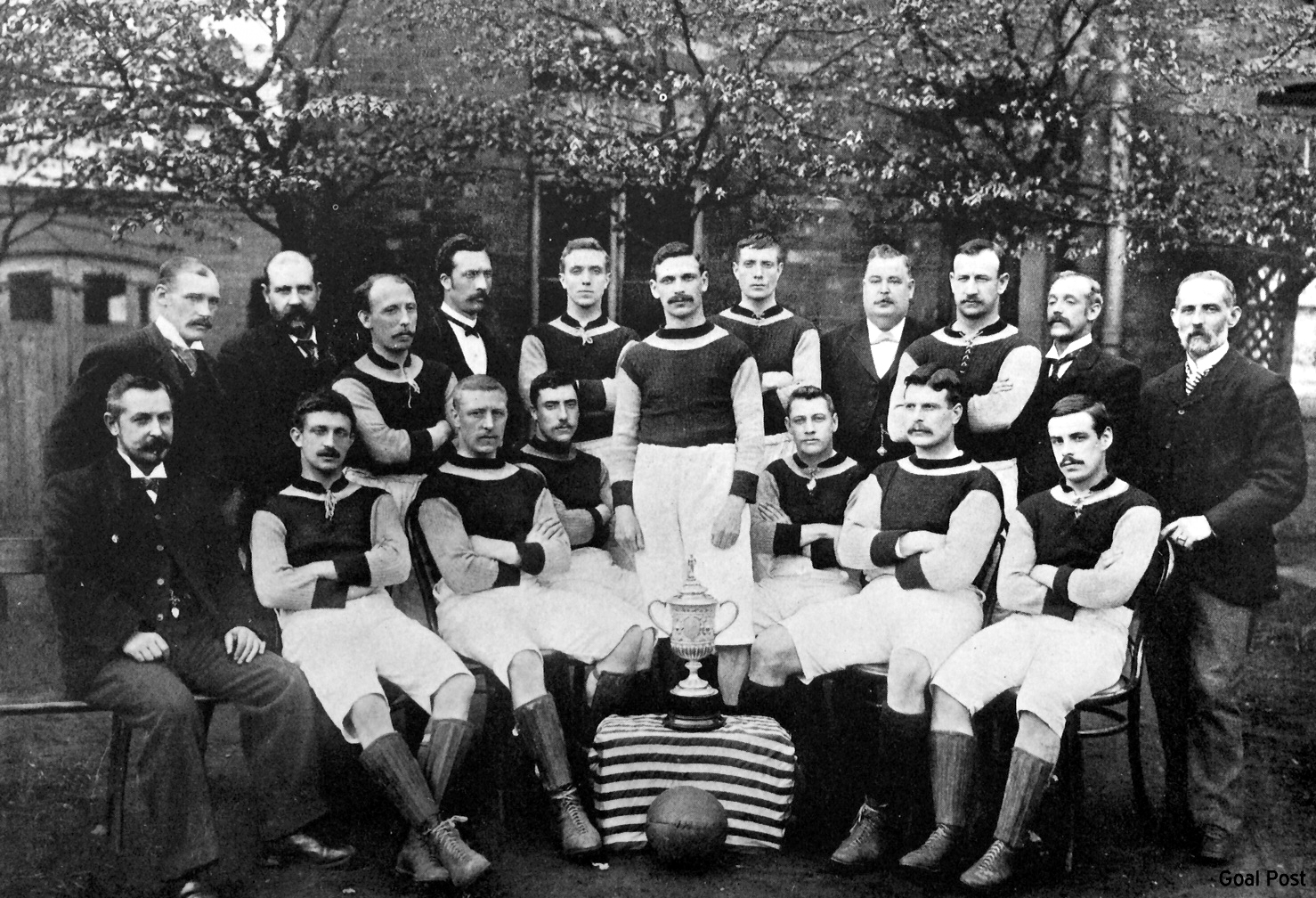
La squadra del 1894-1895 che ha vinto la finale di FA Cup 1895.

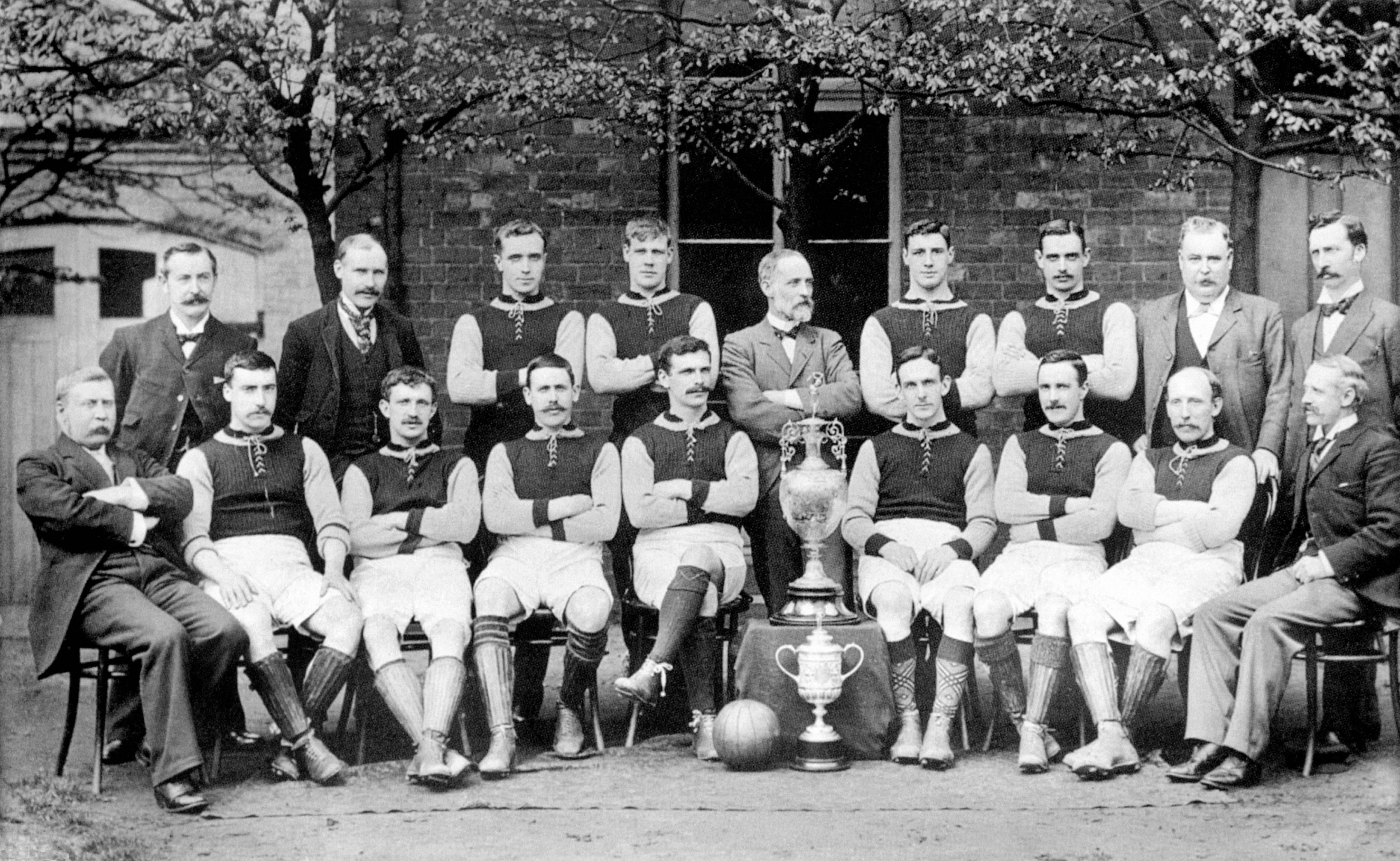
Il team dell'Aston Villa del 1896-1897 con i trofei della First Division e la FA Cup.

## Competizioni nazionali
- Campionato inglese: 7

1893-1894, 1895-1896, 1896-1897, 1898-1899, 1899-1900, 1909-1910, 1980-1981
- Coppa d'Inghilterra: 7

1886-1887, 1894-1895, 1896-1897, 1904-1905, 1912-1913, 1919-1920, 1956-1957
- Coppa di Lega inglese: 5

1960-1961, 1974-1975, 1976-1977, 1993-1994, 1995-1996
- Charity Shield: 1

1981
- Campionato inglese di seconda divisione: 2

1937-1938, 1959-1960
- Third Division: 1

1971-1972
- Football League War Cup: 1

1943-1944

## Competizioni internazionali
- Coppa dei Campioni: 1

1981-1982
- Supercoppa UEFA: 1

1982

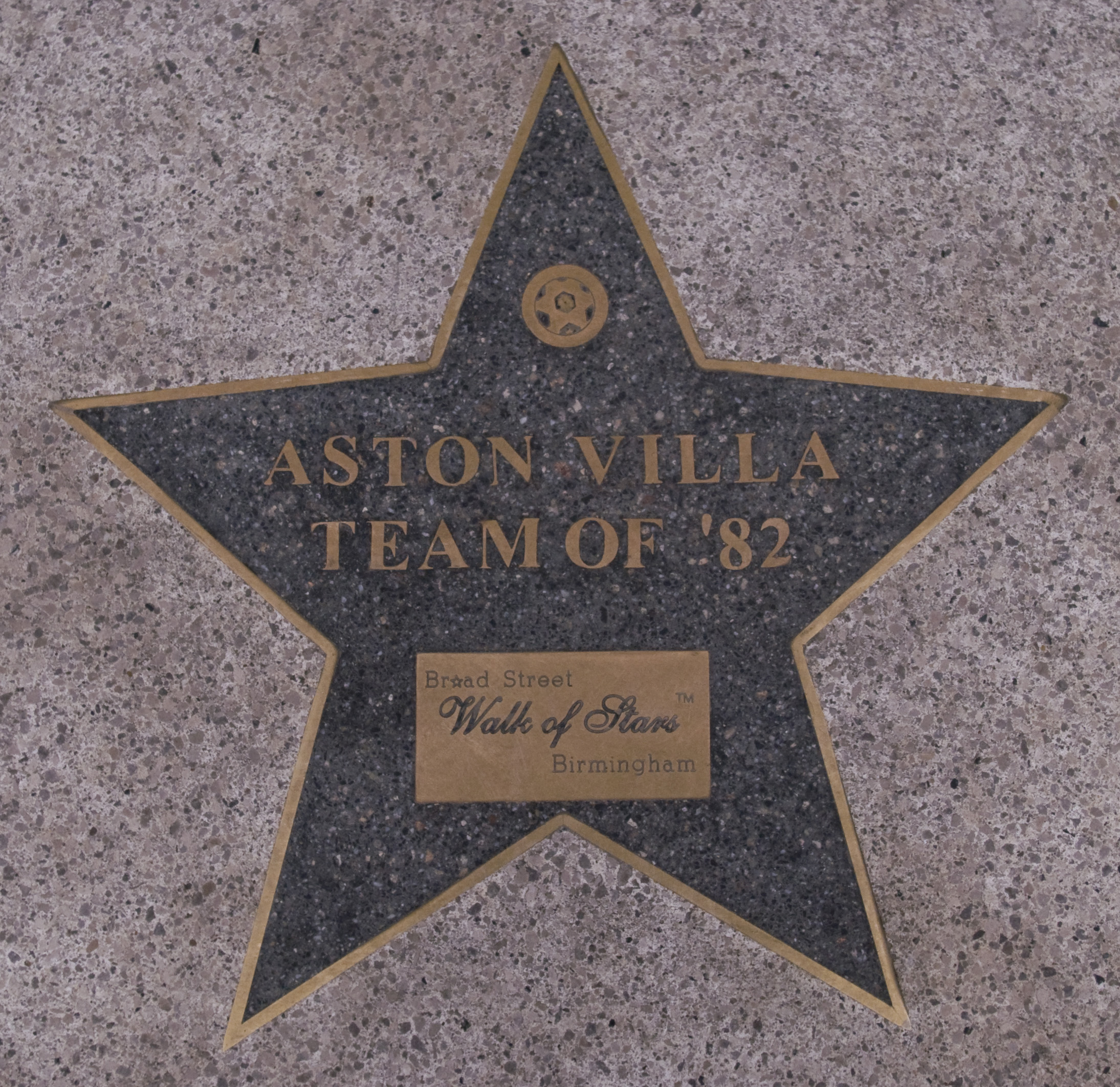
Stella sulla Birmingham Walk of Fame per la squadra dell'Aston Villa che è diventato campione d'Europa nel 1982.

- Coppa Intertoto UEFA: 1  (record inglese a pari merito con West Ham, Fulham e Newcastle)

2001

## Competizioni regionali
- Birmingham Senior Cup: 20

1880, 1882, 1883, 1884, 1885, 1888, 1889, 1890, 1891, 1896, 1899, 1903, 1904, 1906, 1908, 1909, 1910, 1912, 1985, 2024
- Staffordshire Senior Cup: 16

1880-1881, 1890-1891, 1892-1893, 1893-1894, 1895-1896, 1898-1899, 1905-1906, 1906-1907, 1908-1909, 1909-1910, 1910-1911, 1912-1913, 1924-1925, 1927-1928, 1930-1931, 1953-1954

## Competizioni giovanili
- FA Youth Cup: 5

1971-1972, 1979-1980, 2001-2002, 2020-2021, 2024-2025
- NextGen Series: 1

2012-2013

## Altri piazzamenti
- Campionato inglese:

Secondo posto: 1888-1889, 1902-1903, 1907-1908, 1910-1911, 1912-1913, 1913-1914, 1930-1931, 1932-1933, 1989-1990, 1992-1993
Terzo posto: 1894-1895, 1928-1929
- Coppa d'Inghilterra:

Finalista: 1891-1892, 1923-1924, 1999-2000, 2014-2015
Semifinalista: 1900-1901, 1902-1903, 1913-1914, 1933-1934, 1958-1959, 1959-1960, 1995-1996, 2009-2010, 2024-2025
- Coppa di Lega inglese:

Finalista: 1962-1963, 1970-1971, 2009-2010, 2019-2020
Semifinalista: 1964-1965, 1983-1984, 1985-1986, 1999-2000, 2003-2004, 2012-2013
- Community Shield:

Finalista: 1910, 1957, 1973
- Campionato inglese di seconda divisione:

Secondo posto: 1974-1975, 1987-1988
Terzo posto: 1972-1973
Vittoria play-off: 2018-2019
Finalista play-off: 2017-2018
- Full Members Cup:

Semifinalista: 1989-1990
- Coppa Intertoto UEFA:

Semifinalista: 2000, 2002
- Coppa Intercontinentale:

Finalista: 1982
- UEFA Conference League:

Semifinalista: 2023-2024
- Trofeo Ciudad de La Línea: 1

1998
- UEFA Fair Play ranking: 1

1997-1998

### Altri sport
- English Baseball Championship: 1

1890